# Sanna (Weichsel)

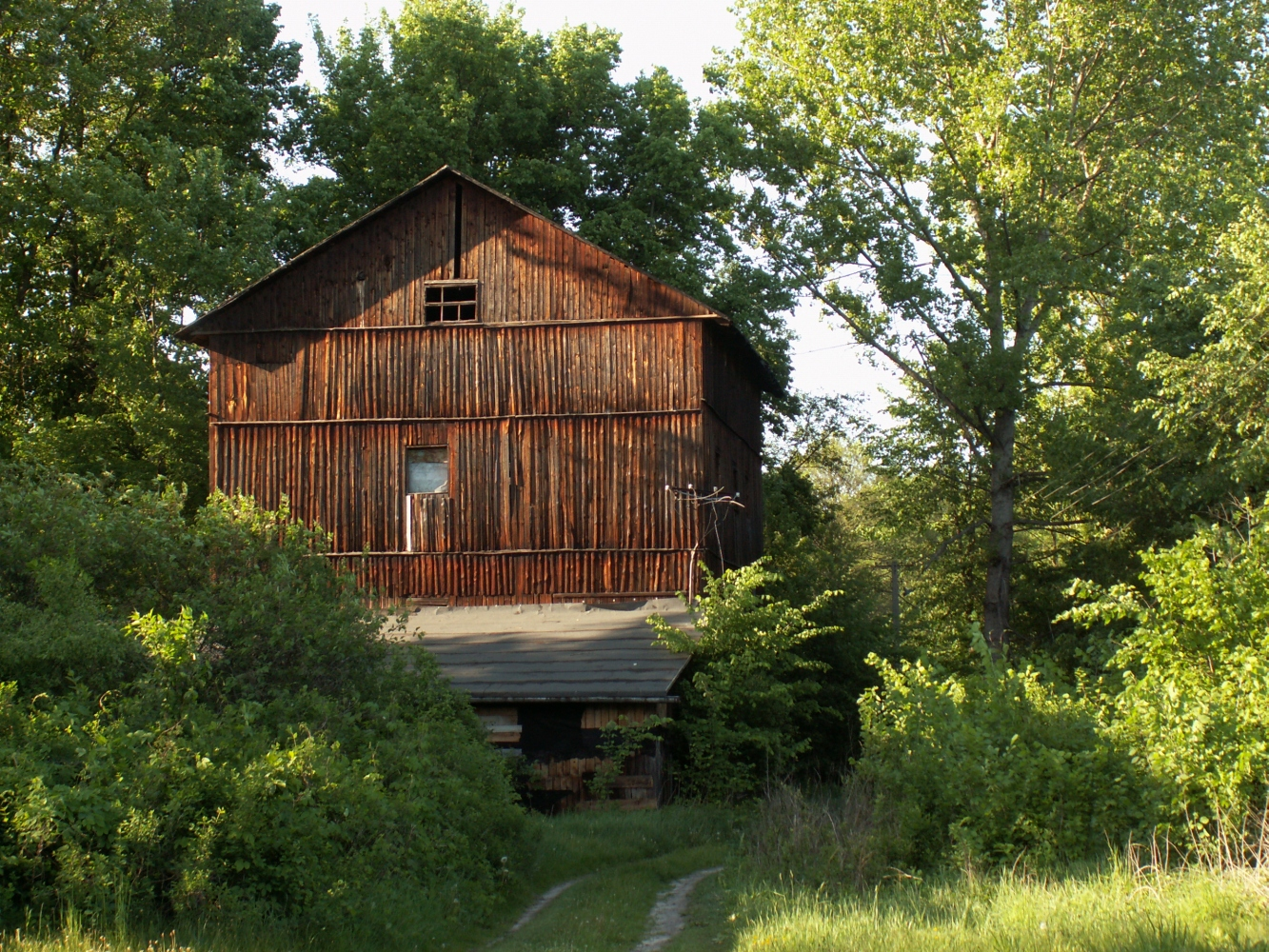
Alte Wassermühle bei Zaklików an der Sanna

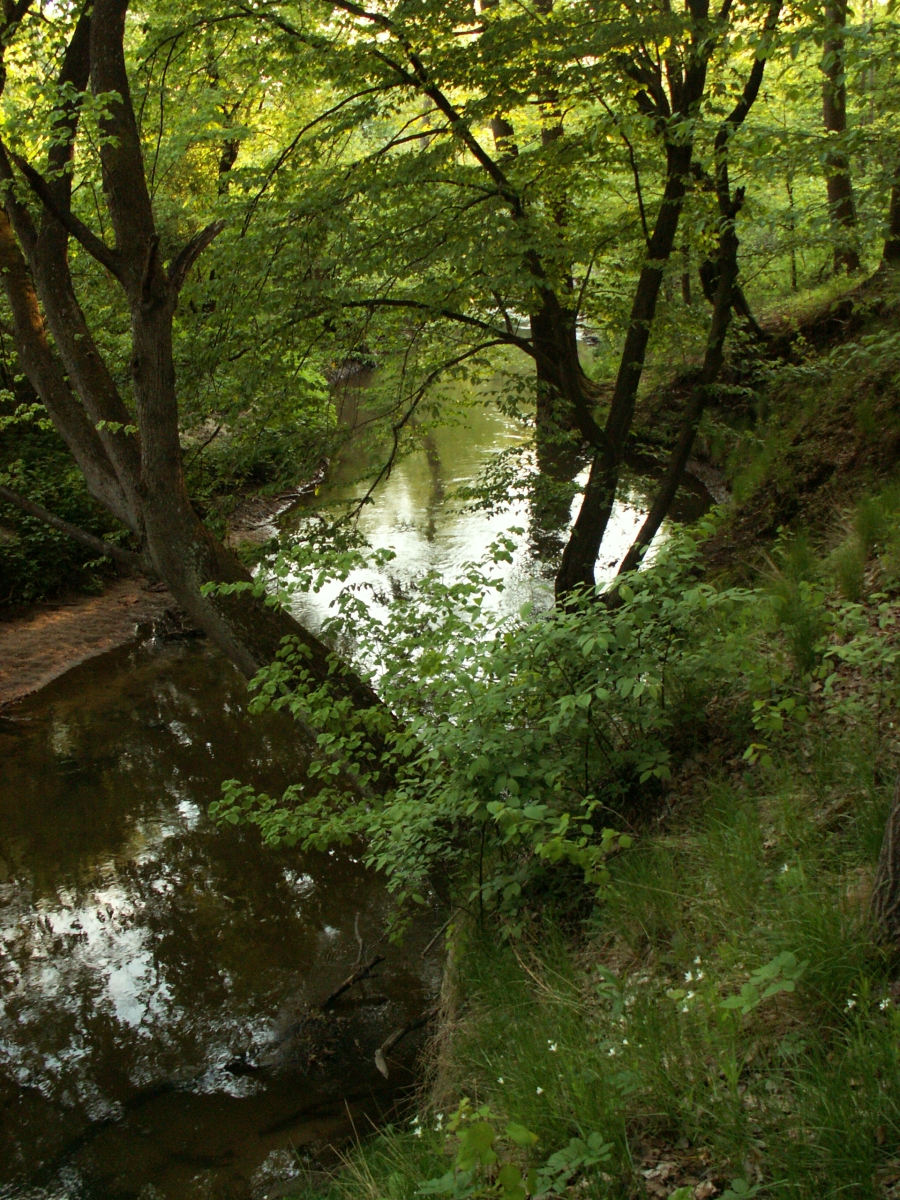
Die Sanna bei Zaklików

Die Sanna ist ein rechter Nebenfluss der Weichsel (Wisła) in Polen.
Sie entspringt bei dem Dorf Wierzchowiska II (Woiwodschaft Lublin) in Galizien.
Die Sanna fließt nach Westen durch ein ländliches Gebiet, meist in der Woiwodschaft Lublin, bei Zaklików in der Woiwodschaft Karpatenvorland. In den letzten Kilometern ihres 51,3 km langen Laufs wendet sie sich nach Norden und mündet schließlich nahe der Stadt Annopol in die Weichsel.
Das Einzugsgebiet wird mit 606,8 km² angegeben.